# 芒迪沃
芒迪沃（法語：Mendive，法語發音：[mɛ̃div]）是法国大西洋比利牛斯省的一个市镇，属于巴约讷区。

## 地理
芒迪沃（43°7'34"N, 1°8'5"W）面积41.77 平方千米，位于法国新阿基坦大区大西洋比利牛斯省，该省份为法国东南部省份，涵盖了贝阿恩与北巴斯克，西临大西洋比斯開灣，北至朗德省，东北接热尔省，东临上比利牛斯省，南与西班牙接壤。
与芒迪沃接壤的市镇（或旧市镇、城区）包括：阿尔赛-阿尔萨贝埃蒂-叙纳雷特、欧叙吕克、贝奥尔莱吉、拉罗、莱昆贝里。
芒迪沃的时区为UTC+01:00、UTC+02:00（夏令时）。

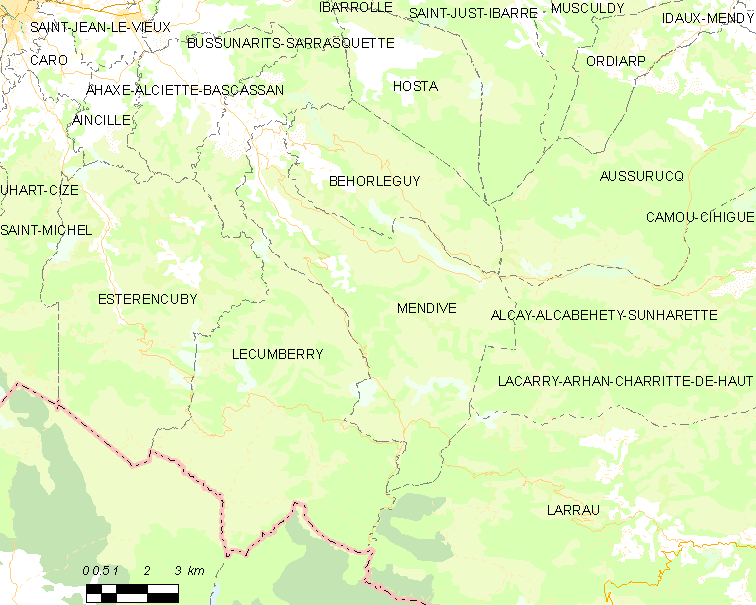
芒迪沃的OSM定位图

## 行政
芒迪沃的邮政编码为64220，INSEE市镇编码为64379。

## 政治
芒迪沃所属的省级选区为巴斯克山地县。

## 人口

1962-2008年间芒迪沃人口变化图示

芒迪沃于2022年1月1日时的人口数量为162人。